# 湖口交流道
湖口交流道為臺灣國道一號的交流道，位於臺灣新竹縣湖口鄉，指標為83k，與竹北交流道同為新竹縣的主要聯外交流道。
|              | 83 湖口 | 湖口 新豐          | 湖口 新豐 |
| 新竹產業園區 | 83 湖口 |                    |           |
| 南下         | 83 湖口 | 小叮噹科學主題樂園 |           |

## 鄰近公路系統
- 台1線
- 縣道117號
- 竹7-1線
- 竹9線

## 後續計畫

### 匝道分流
新竹產業園區產值約6500億、就業人口近7萬人，但每到上下班交通尖峰時段，湖口交流道一帶的車輛都嚴重回堵。新竹縣長邱鏡淳為解決困境，向高速公路局副總工程司呂文玉、北區工程處長康志福提出「分流」車輛的急迫性。新竹縣政府已建請五楊高架往南延伸、打除快慢分隔帶，紓解壅塞路段的車流。
國道一號83K至100K，位於湖口交流道附近，尖峰時段的時速確實低於20公里，列在「紫爆」等級，在五楊高架往南延伸到苗栗路段還未完成前，建議能以彈性上下班、改走替代道路的時間、空間分流作法，改善高速公路塞車的窘境。另外，對於地方建議的標誌、標線、號誌秒數控制等短期改善策略，高公局也將和新竹縣政府、湖口鄉公所全力配合。

## 外部連結
- 國道一號湖口交流道示意圖 （页面存档备份，存于）（交通部高速公路局）